# Lich King (együttes)
A Lich King egy thrash metal együttes. 2004-ben alapította Tom Martin, szóló projektként. A zenekar a Massachusetts állambeli Amherst-ből származik. Az együttes magát "old school thrash"-ként írja le, azzal az érvvel, hogy szerintük a nyolcvanas évekbeli thrash metal volt a legjobb. Dalaikra jellemző a humor és a kritika is.

## Tagok
- Tom Martin - ének (2004-)
- Brian Westbrook - dob, ének (2004-)
- Joe Nickerson - basszusgitár (2004-2010), ritmusgitár (2011-)
- Nick Timney - basszusgitár (2013-2014), ritmusgitár (2014-2015), gitár (2015-)
- Mike Dreher - basszusgitár (2015-)

## Korábbi tagok
- Erick Herrera – gitár (2009–2010)
- Kevin Taylor – gitár (2009–2010)
- Dave Hughes – basszusgitár (2011–2013)
- Rob Pellegri – gitár (2011–2015)

## Diszkográfia
- Necromantic Maelstrom (2007)
- Toxic Zombie Onslaught (2008)
- World Gone Dead (2010)
- Super Retro Thrash (2011)
- Born Of The Bomb (2012)
- The Omniclasm (2017)

## Egyéb kiadványok
Demók
- Necromantic Maelstrom (2006)

EP-k
- Do-Over (2014)